# Слава — нам, смерть — врагам (фильм)
«Слава — нам, смерть — врагам» («Слава нам, смерть врагам») (1914) — художественный немой фильм режиссёра Евгения Бауэра. Фильм вышел на экраны 1 ноября 1914 года. Сохранился без надписей.

## Сюжет
Военно-патриотическая драма времён Первой Мировой войны. В центре сюжета — события в жизни сестры милосердия, пошедшей на фронт вслед за своим женихом-офицером.
В начале фильма показана светская жизнь и помолвка главной героини Ольги с офицером. Затем начинается война и её жениха призывают на фронт. Ольга становится сестрой милосердия в госпитале и однажды среди раненых видит своего возлюбленного. Он умирает у неё на руках, Ольга клянётся отомстить. Она просится в разведку и начинает работать в немецком госпитале. Однажды она выкрадывает важный документ и передаёт его в русский военный штаб. В конце фильма Ольга награждается медалью.

## В ролях

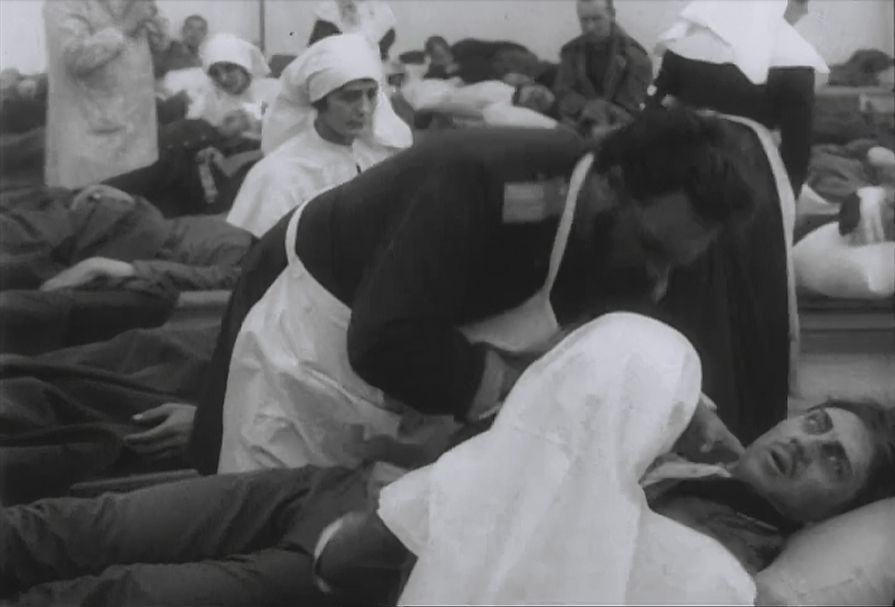
Кадр из фильма

| Актёр         | Роль              |
| ------------- | ----------------- |
| Дора Читорина | сестра милосердия |
| Иван Мозжухин | офицер            |

## Съёмочная группа
- Режиссёр: Евгений Бауэр
- Оператор: Борис Завелев
- Продюсер: Александр Ханжонков

## Оценки
Вскоре после выхода фильма на экраны журнал «Вестник кинематографии» поддержал патриотический порыв авторов фильма. Его оценка была следующей: «Картина разыграна и поставлена очень хорошо».
Весьма положительную рецензию выпустил журнал «Кинема»:

«Сюжет полон жизни, написан ярко и понятно. Он вызывает в зрителе большой подъём патриотических чувств, но не рассчитан на „психологию толпы“, не веет от него лубочной фантазией. Исполнители также приложили много труда и стараний, чтобы создать реальную патриотическую картину. И их старания, как и старания режиссёра, вполне оправдались: картина „Слава — нам, смерть — врагам“ превзошла все до сих пор вышедшие картины на сюжет текущей европейской войны».
Историк кинематографа C. Гинзбург, в отличие от рецензента журнала «Кинема», называл сюжет лубочным, но отмечал, что фильм «очень сильным и талантливым коллективом во главе с режиссёром Е. Бауэром».

Благодаря убедительной игре Мозжухина и Читориной эпизод объяснения в любви (из экспозиции фильма) наполнен поэзией. Мизансцены в большинстве своём (даже в фронтовых эпизодах) естественны и разнообразны; образ осенней природы прекрасно воплощен оператором Завелевым. Единственный упрёк, который можно адресовать фильму, — это излишняя, тяжеловесная пышность интерьеров помещичьего дома. Но склонность к такой тяжеловесной пышности — вообще характерная для Бауэра особенность. В фильме «Слава нам, смерть врагам» лубочность сюжета преодолена незаурядной, кинематографической культурой его создателей. Но вместе с лубочностью сюжета утраченным оказалось и тематическое задание — фильм говорит не столько о подвигах и борьбе с врагом, сколько о переживаниях любящих людей, чьё счастье было разрушено войной. 
С. Гинзбург указал, что «в этом фильме, несмотря на бедный драматургический материал роли, кинематографическое мастерство И. Мозжухина проявляется во всей своей силе», и «это позволяет сделать вывод, что в формировании Мозжухина как актера кино немалую роль сыграл Бауэр». Также, по мнению кинокритика, «под стать Мозжухину в фильме и его партнёрша Д. Читорина, исключительно естественная в своем экранном поведении, обаятельная актриса».
Киновед Ирина Гращенкова отмечала актёрскую игру и операторскую работу: «Иван Мозжухин и Дора Читорина искренно, эмоционально раскрывают мир чувств молодых, любящих, благородных героев, создавая прелюдию к их военному подвигу. Оператор Борис Завелев снимает осеннюю натуру, интерьеры помещичьей усадьбы, исполненными поэзии и красоты…». При оценке игры Ивана Мозжухина она писала: «Актёр утверждал героя времени — благородного русского офицера, поднявшегося на защиту Отечества. Для врага — разоблачительный острый, психологический рисунок. Для героя — лирические и романтические краски».
Кинокритик Нея Зоркая отмечала новый для того времени художественный приём: «Режиссёр одним из первых врезал в ткань игрового фильма кадры хроники, что впоследствии станет общераспространенным приёмом: таков эпизод воздушного боя в картине „Слава — нам, смерть — врагам“».
Историк кино В. Ф. Семерчук назвал фильм шедевром: «Режиссёр и на военном материале „ухитрился“ сделать шедевр... В первой части его фильма „Слава — нам, смерть — врагам“, напомним, снята знаменитая сцена, изображающая „бал с фейерверком“».